# Famille Agrinal
 (juillet 2024).
La famille Agrinal (les Agrinali) est une famille patricienne de Venise, originaire de  Constantinople.

## Historique
La famille Agrinal est originaire de  Constantinople. Des membres viennent habiter en 998 la contrée de Sant'Antonin.
Ils intègrent la Maggior Consiglio en 1310 et en 1396, ils s'éteignent avec Marco Agrinali, provéditeur de la Giustizia Vecchia.

## Armes

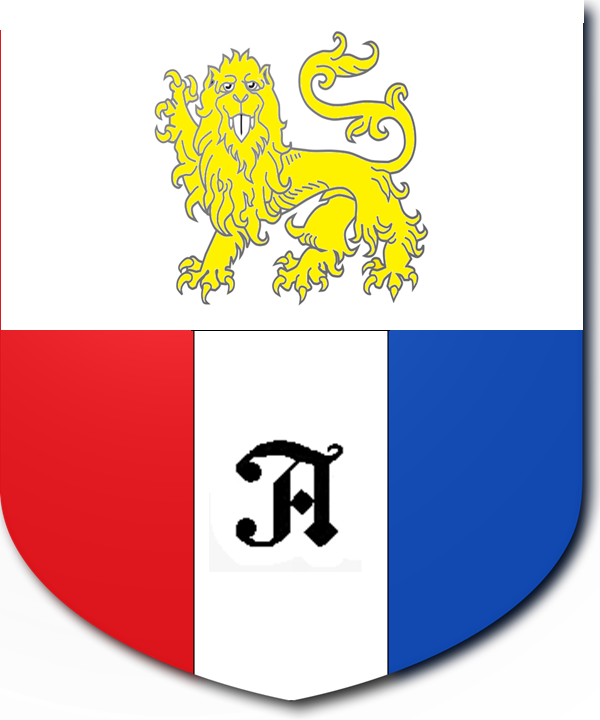
Armes des Agrinali

Les armes des Agrinali sont parti de gueules et d'azur, au pal d'or, brochant sur le parti et chargé d'un A à l'antique de sable, au chef de l'écu d'argent, brochant sur le parti et ch. d'un lion léopardé d'or.